# طيفور هافوتجو
طيفور هافوكتو (بالتركية: Tayfur Havutçu) مواليد 23 أبريل 1970 في هاناو، ألمانيا الغربية، هو لاعب كرة قدم ألماني سابق كان يلعب كلاعب وسط. سبق له أن لعب في كأس العالم لكرة القدم مع منتخب بلاده. لعب خلال مسيرته 366 مباراة سجل خلالها 26 هدفاً.

## مرحلة الشباب

### أندية لعب لها
- دارمشتات 98

## المسيرة الاحترافية

### أندية لعب لها
- دارمشتات 98
- نادي فنربخشة
- نادي بشكتاش

## روابط خارجية
- طيفور هافوتجو على موقع الاتحاد الدولي (مؤرشف)  (الإنجليزية)
- طيفور هافوتجو على موقع اتحاد تركيا (لاعب) (الإنجليزية)
- طيفور هافوتجو على موقع اتحاد تركيا (مدرب) (الإنجليزية)
- طيفور هافوتجو على موقع قاعدة بيانات كرة القدم.إي يو (الإنجليزية)
- طيفور هافوتجو على موقع ناشيونال فوتبول تيمز (الإنجليزية)
- طيفور هافوتجو على موقع عالم كرة القدم.نت (الإنجليزية)